# Georg von Lehmann

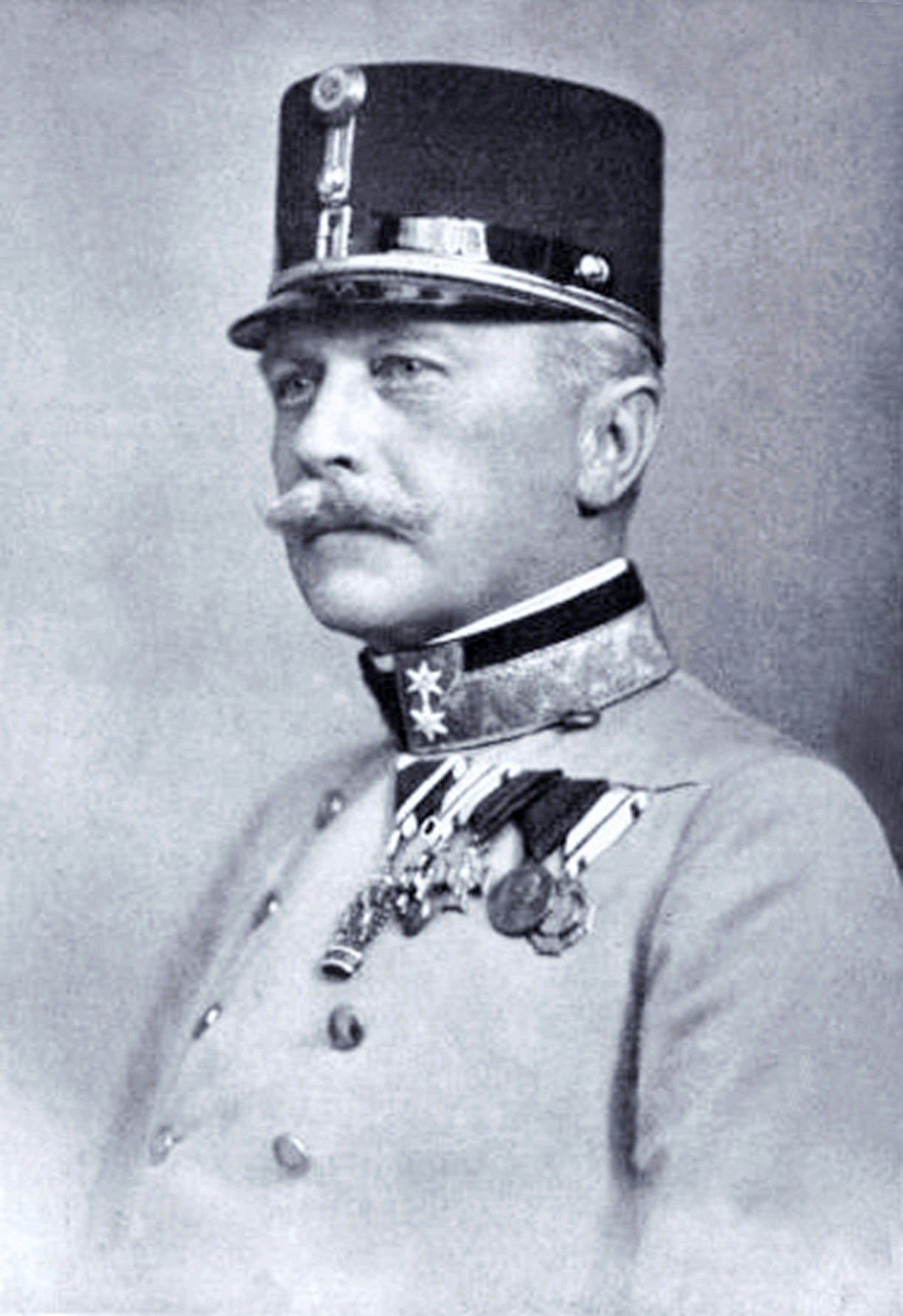
Georg von Lehmann

Georg Freiherr von Lehmann (* 2. November 1856 in Cegléd, Komitat Pest; † 14. September 1936 in Wien) war ein k. u. k. General der Kavallerie, Kommandant der 8. Kavalleriedivision und Geheimer Rat während des Ersten Weltkriegs.

## Biographie

### Jahre der Entwicklung
Der Sohn des Rittmeisters August Edler von Lehmann († 1880) aus Hennersdorf bei Deutsch Gabel in Böhmen kam 1871 aus der Kadettenschule in Eisenstadt an die Theresianische Militärakademie in Wiener Neustadt und wurde 1875 als Leutnant zum Dragonerregiment Alexander Prinz von Hessen und bei Rhein Nr. 6 ausgemustert. Am 1. Mai 1880 wurde er zum Oberleutnant, am 1. November 1888 zum Rittmeister 2. und am 1. Mai 1891 zu jenem 1. Klasse befördert. In jener Zeit frequentierte er zwischen 1878 und 1880 das Militärreitlehrerinstitut, wurde durch mehrere Jahre als Reitlehrer in Kavallerie-Brigade-Offiziersschulen verwendet und war vom 10. September 1888 bis 1. September 1890 als Lehrer in der Kavalleriekadettenschule zu Mährisch Weißkirchen, dann bis 1892 an der Kavalleriekadettenschule in Wiener Neustadt zugeteilt.
Im Jahre 1896 Major, wurde er zum k. u. k. Galizischen Ulanen-Regiment „von Böhm-Ermolli“ Nr. 13 transferiert und fungierte, ab Juni 1899 zum Oberstleutnant befördert, als Reitlehrer an der Kriegsschule. Nachdem er im März 1903 zum Oberst gerückt war, übernahm er das Regiment Nr. 13 als Kommandant bis 1908, danach erhielt er den Oberbefehl über die 17. Kavalleriebrigade.
Am 1. April 1907 erhielt er von Kaiser Franz Joseph I. den Orden der Eisernen Krone 3. Klasse und am gleichen Tag errichtete er zur dankbaren Erinnerung die „Stiftung des Obersten Georg Edlen von Lehmann für verdienstvolle Unteroffiziere des k. u. k. Ulanenregiments Nr. 13“ mit einem Anfangskapital von 2 000 Kronen (Ausfertigung am 17. August des Jahres).

### Als General
Mit Rang vom 28. April 1910 avancierte er zum Generalmajor und Kommandanten der 8. Kavallerietruppendivision in Stanislau. Alsbald (Rang vom 30. April 1913) rückte er zum Feldmarschallleutnant und Divisionär der 8. Kavallerietruppendivision vor.

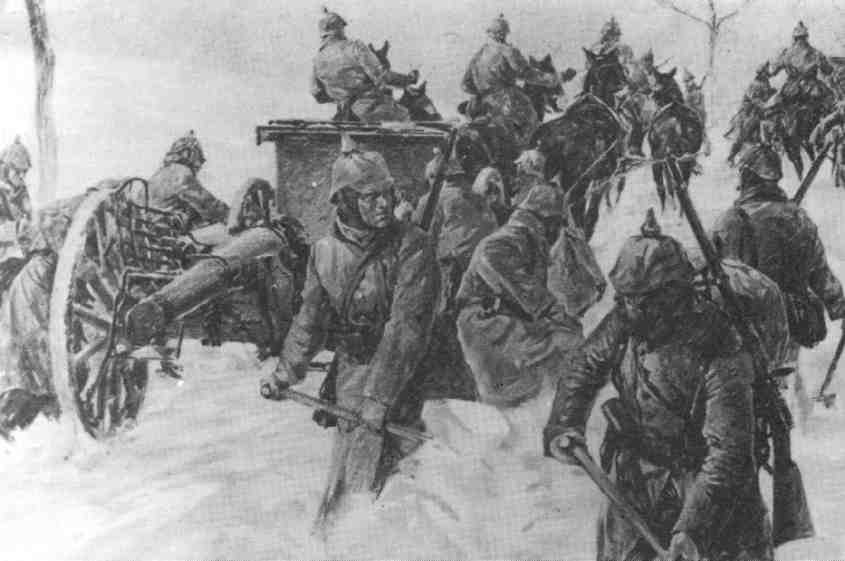
Winterschlacht in den Karpaten

Zu Beginn des Ersten Weltkriegs hatte er die Aufgabe feindliche Bewegungen aufzuklären sowie den österreichisch-ungarischen Aufmarsch zu verschleiern. Ende 1914 betätigte sich seine Division als Fußtruppe bei der Sicherung der Karpatenübergänge und bei der Verfolgung der zaristischen Truppen nach der Schlacht bei Limanowa–Lapanow (1. bis 12. Dezember 1914). Im Jahre 1915 nahm der General an den Gefechten am Dnjestr im Juni und Juli, sodann an der Offensive in Ostgalizien. Die Aussichten für die Entlastung des Ostflügels der 3. Armee gestalteten sich keinesfalls günstig, allerdings behauptete sich die Armeeeinheit unter Lehmanns Führung (seine 8. Kavalleriedivision verstärkt durch die Infanteriedivision Nr. 56 und einige Bataillone des 18. Korps) im Raum Baligród. Für die hervorragende Führung seiner Truppendivision wurde er mit dem Orden der Eisernen Krone 2. Klasse mit der Kriegsdekoration (KD.) dekoriert. Während der Offensive von Brest-Litowsk überschritt das Korps des Siegmund von Benigni in Müldenberg am 13. Juli mit den zusammen 13 Infanterie- und Kavallerieschützenbataillone starken Kampfgruppen des Feldmarschalleutnants Alois Schönburg-Hartenstein und Oberst Gheri (Infanterieregiment Nr. 97) den Bug und gewann nach Überwindung der russischen Uferstellung bis zum Morgengrauen die Linie zwischen der Serethmündung und Sinkow. Zur Fortsetzung des Angriffes wurden die 8. und die 6. Kavalleriedivision zu Fuß auf dem rechten Flügel eingesetzt und samt der Gruppe Gheri Georg von Lehmann, unterstellt. Als Kommandant des Kavalleriekorps seines Namens kämpfte der Feldmarschalleutnant auch noch in der Schlacht von Czatorijsk vom 16. Oktober bis 14. November 1915.
Am 20. März 1916 wurde er mit der Oberleitung der kriegsmäßigen Ausbildung sämtlicher Ersatzkörper der Heereskavallerie und der österreichischen Landwehr betraut und avancierte in diesem Amt mit Rang vom 10. November des Jahres zum General der Kavallerie.
Der Stellungskrieg setzte der Zusammenfassung und Verwendung größerer Kavallerieverbände schließlich endgültig ein Ende. Im Jahr 1917 trat der Offizier, auch Träger des Ritterkreuzes des Österreichischen Leopold-Ordens, auf eigenen Wunsch hin nach 42-jähriger Dienstzeit in den Ruhestand und wurde dabei mit dem Titel eines Geheimen Rates geehrt. Schließlich erhob ihn Kaiser Karl I. 1918 in den erbländisch-österreichischen Freiherrnstand. Der General verstarb kurz vor seinem 80. Geburtstag an einem schweren Leiden und hinterließ seine Gattin und eine Tochter.

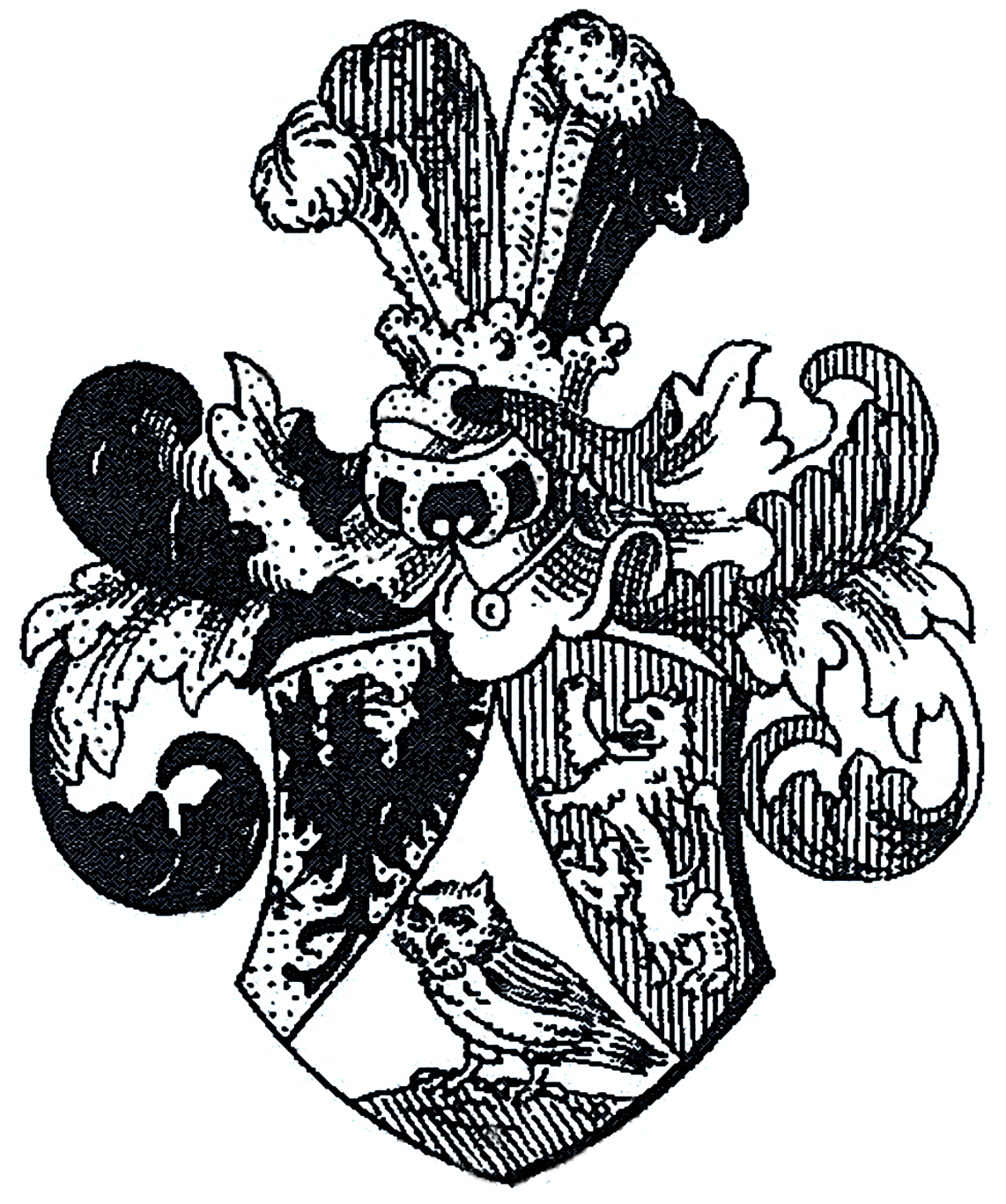
Wappen der Edlen von Lehmann 1780

## Wappen
1780: Durch eine aufsteigende silberne Spitze, in dieser auf grünem Boden eine rechts gewendete natürliche Eule; von Gold und Rot gespalten. Vorne ein schwarzer Adler, hinten ein silberner Löwe. Aus dem gekrönten Helm entspringen vier – silbern-rot-golden-schwarze – Straußenfedern. Die Decken sind links schwarz-golden und rechts rot-silbern.